# Huỳnh Hữu Hiền
Huỳnh Hữu Hiền (1930 – 25 tháng 3 năm 2017) là cựu sĩ quan Không quân Việt Nam Cộng hòa cấp bậc Đại tá, từng giữ chức Tư lệnh Không quân Việt Nam Cộng hòa.

## Tiểu sử

### Quốc gia Việt Nam
Huỳnh Hữu Hiền xuất thân khóa 1 "Lê Văn Duyệt" Trường Sĩ quan Trừ bị Thủ Đức năm 1951. Năm 1952, ông tình nguyện gia nhập ngành Không quân trong Quân đội Quốc gia Việt Nam mới được thành lập và theo học khóa 52F1 tại Trường Bay Căn bản École de Pilotage ở Marrakech, Maroc, Bắc Phi (lúc đó còn là thuộc địa của Pháp).
Sau khi mãn khóa, ông về phục vụ trong ngành Vận tải và Oanh tạc cùng nhiều sĩ quan đồng niên khác. Vừa tốt nghiệp khóa học lái phi cơ 2 động cơ Marccel Dassault MD-312 tại Trường Vận tải ở Avord, Pháp, ông được đưa tới các đơn vị vận tải của Pháp trang bị C-47 Dakota để ngồi ghế phi công phụ trong thời gian 6 tháng. Tiếp theo, ông được tuyển chọn để theo học tại trường CIET, nằm trong căn cứ không Quân Toulouse-Francazal ở miền nam nước Pháp, gần rặng núi Pyréneés ở biên giới Pháp – Tây Ban Nha, vốn là nơi huấn luyện phi công phụ của các đơn vị vận tải gửi đến thụ huấn để trở thành phi công chính, có khả năng điều khiển phi cơ trong mọi điều kiện thời tiết. Trường này đòi hỏi gắt gao về khả năng bay trời mù với một độ sai biệt rất nhỏ trong các động tác cận tiến và đồ hình. Ông và Phạm Ngọc Sang là một trong hai hoa tiêu vận tải đầu tiên của Không quân Quốc gia Việt Nam tốt nghiệp trường này.
Về nước, ông phục vụ tại Phi đoàn 312 Đặc nhiệm. Sau khi phi đoàn này cải danh thành Phi đội Liên lạc có nhiệm vụ chuyên chở các yếu nhân, tới tháng 6 năm 1955, quyền chỉ huy Phi đội được người Pháp bàn giao cho ông lúc này mang cấp bậc Đại úy.

### Đệ Nhất Cộng hòa
Khi nền Đệ Nhất Cộng hòa được thành lập vào ngày 26 tháng 10 năm 1955, để chuẩn bị việc thành lập phi đoàn khu trục đầu tiên cho Không quân Việt Nam, Đại úy Huỳnh Hữu Hiền bàn giao Phi đội Liên lạc cho Đại úy Phạm Ngọc Sang để trở sang Bắc Phi và Pháp theo học khóa huấn luyện viên khu trục cùng vài sĩ quan khác.
Tháng 4 năm 1956, ông và nhóm huấn luyện viên khu trục nói trên trở về nước, được đưa ra Vũng Tàu để đảm trách việc xuyên huấn cho các hoa tiêu khu trục, trong đó có 13 người thuộc "nhóm Phạm Phú Quốc".
Ngày 1 tháng 6 năm 1956, Phi đoàn 1 Khu trục và Trinh sát (tiền thân của Phi đoàn 514 Phượng Hoàng) được chính thức thành lập tại Căn cứ 2 Trợ lực Không quân Biên Hòa, ông được chọn làm chỉ huy trưởng Phi đoàn này. Mấy tháng sau, khi Thiếu tá Võ Dinh, Chỉ huy trưởng Căn cứ 2 Trợ lực Không quân Biên Hòa, ra Đà Nẵng tiếp nhận Căn cứ 4 từ tay người Pháp, ông lúc này đã vinh thăng Thiếu tá, lên làm Chỉ huy trưởng Căn cứ 2 trong khi vẫn kiêm nhiệm chức Chỉ huy trưởng Phi đoàn 1 Khu trục và Trinh sát.
Đầu năm 1958, ông quay về căn cứ không quân Tân Sơn Nhứt thay thế Thiếu tá Lê Trung Trực trong chức vụ Tham mưu trưởng Không quân, Thiếu tá Lê Trung Trực về Biên Hòa làm Chỉ huy trưởng Căn cứ 2 Trợ lực Không quân ; và Đại úy Hà Xuân Vịnh trở thành vị Chỉ huy trưởng đời thứ 2 của Phi đoàn 1 Khu trục và Trinh sát.
Năm 1962, ông được vinh thăng Đại tá rồi lên làm Tư lệnh Không quân thay thế Đại tá Nguyễn Xuân Vinh xin giải ngũ để đi du học nước ngoài.

### Đảo chính năm 1963
Đại tá Huỳnh Hữu Hiền vốn là người trung thành với Tổng thống Ngô Đình Diệm nên ông từ chối tham gia cuộc đảo chính ngày 1 tháng 11 năm 1963. Nguyên nhân là vì khi các tướng lãnh trong nhóm đảo chính họp tại Bộ Tổng tham mưu Quân lực Việt Nam Cộng hòa, không có mặt ông, Tư lệnh Không quân, và Đại tá Hồ Tấn Quyền, Tư lệnh Hải quân. Do lúc đó ông đang ở Đà Lạt nên không liên lạc được. Sau đó, Đại tá Hồ Tấn Quyền bị sát hại, còn ông vừa từ Đà Lạt trở về liền bị họ bắt giam tại Bộ Tổng tham mưu; chức Tư lệnh Không quân được phe đảo chính trao cho Đại tá Đỗ Khắc Mai, nguyên là Tham mưu trưởng Không quân.

### Giải ngũ và qua đời
Sau đảo chính, ông được cho giải ngũ vào năm 1964 rồi trở lại nghề phi công hàng không quốc tế Air Vietnam cho đến ngày 30 tháng 4 năm 1975 thì di tản sang Mỹ sống lưu vong.   
Ông qua đời ngày 25 tháng 3 năm 2017 tại California, Hoa Kỳ, hưởng thọ 87 tuổi.